# Javna agencija za znanstvenoraziskovalno in inovacijsko dejavnost Republike Slovenije
Javna agencija za znanstvenoraziskovalno in inovacijsko dejavnost Republike Slovenije (kratica ARIS) je javna agencija oziroma agencija, ki deluje v javnem interesu na področju raziskovalne dejavnosti. Ustanovila jo je Republika Slovenija, prvi direktor (2004-14) je bil Franci Demšar, za njim József Györkös, 30.10.2020 za bil za dobo petih let imenovan fizik Robert Repnik, po njegovem odstopu (2021) je v. d. Mitja Lainščak (2022), Špela Stres (2024)

## Zgodovina
Javna agencija za raziskovalno dejavnost Republike Slovenije (ARRS) je pričela z delovanjem 1. oktobra 2004 tako, da je prevzela od Ministrstva za šolstvo, znanost in šport 49 delavcev, ki so delali na področju raziskovalne dejavnosti (vključno s področjem mednarodnega sodelovanja). V začetku delovanja je Agencija od pristojnega ministrstva prevzela vse pogodbe s področja raziskovalne dejavnosti in s tem financiranje pogodbenih obveznosti.
Marca 2023 je bila s spremembo zakona o znanstvenoraziskovalni in inovacijski dejavnosti agencija združena z Javno agencijo za spodbujanje podjetništva, internacionalizacije, tujih investicij in tehnologije (Spirit) v Javno agencijo za znanstvenoraziskovalno in inovacijsko dejavnost Republike Slovenije. Poteza vlade Roberta Goloba je bila deležna nekaj kritik zaradi odsotnosti strokovne razprave.

## Naloge
Agencija opravlja strokovne, razvojne in izvršilne naloge v zvezi z izvajanjem sprejetega Nacionalnega raziskovalnega in razvojnega programa (do leta 2010) oziroma Raziskovalne in inovacijske strategije Slovenije (RISS) (od leta 2011 naprej) in druge naloge za pospeševanja raziskovalne dejavnosti. Glavne naloge Agencije so, da odloča o izbiri, kaj se bo financiralo iz sredstev državnega proračuna, tekoče financira in spremlja izvajanje raziskovalnih projektov in programov, izvajanje programa mladi raziskovalci, raziskovalne infrastrukture in druge naloge.

## Organi
Organi Agencije so Upravni odbor, direktor in Znanstveni svet.

### Upravni odbor
Upravni odbor je najvišji organ Agencije, ki usmerja in nadzira celotno delo Agencije. Glavne pristojnosti Upravnega odbora so, da skrbi, da Agencija deluje v javnem interesu, odloča o izboru in financiranju projektov in programov, imenuje strokovne komisije in druga delovna telesa za izvajanje nalog, ter obravnava mnenja in predloge Znanstvenega sveta v zvezi z znanstveno politiko.
Upravni odbor Agencije ima sedem članov. Člane Upravnega odbora imenuje Vlada Republike Slovenije za dobo 5 let, z možnostjo ponovnega imenovanja.
Upravni odbor sestavljajo:
- štirje člani, predstavniki Vlade RS;
- dva člana, predstavnika raziskovalnih organizacij, univerz in Slovenske akademije znanosti in umetnosti;
- en član, predstavnik Gospodarske zbornice Slovenije in drugih uporabnikov raziskovalnih storitev, organiziranih v ustrezna interesna združenja oziroma društva, uporabnikov, ki niso organizirani v ustrezna interesna združenja, ter reprezentativnih sindikatov s področja raziskovalne dejavnosti.

#### Upravni odbori ARRS do vključno 10. junija 2009
Predsednik: 
- Niko Toš, Univerza v Ljubljani, Fakulteta za družbene vede (predsednik do 28. marca 2006)
- Tadej Bajd, izredni član SAZU, Univerza v Ljubljani, Fakulteta za elektrotehniko (od 29. marca 2006)

Člani in članice:
- Željko Knez, Univerza v Mariboru, Fakulteta za kemijo in kemijsko tehnologijo
- Stane Granda, Znanstvenoraziskovalni center Slovenske akademije znanosti in umetnosti, Zgodovinski inštitut Milka Kosa
- Matej Makarovič, Univerza v Ljubljani, Fakulteta za družbene vede
- Andreja Umek Venturini, Ministrstvo za visoko šolstvo, znanost in tehnologijo (do 28. marca 2006)
- Alenka Bratušek, Ministrstvo za finance
- Miha Baebler, Gospodarska zbornica Slovenije
- Niko Toš, Univerza v Ljubljani, Fakulteta za družbene vede (član od 29. marca 2006)

#### Upravni odbor ARRS od 11. junija 2009 do 11. junija 2014
Predsednik:
- Rado Bohinc, Univerza v Ljubljani (od 15. aprila 2013)
- Blaž Rodič, Fakulteta za informacijske študije v Novem mestu (od 19. septembra 2012 do 15. aprila 2013)
- Peter Venturini, Helios, d.d. (do 19. septembra 2012)

Namestnik predsednika:
- Milena Horvat, Institut "Jožef Stefan" (do 28. februarja 2013 in od 15. aprila 2013)
- Dejan Jelovac, Gea College (od 28. februarja 2013 do 15. aprila 2013)

Člani in članice:
- Peter Venturini, Helios, d.d. (od 19. septembra 2012, ko je bil razrešen z mesta predsednika, do 28. februarja 2013)
- Milena Horvat, Institut "Jožef Stefan" (od 28. februarja 2013 do 15. aprila 2013, ko je bila ponovno imenovana na mesto namestnice)
- Pavel Zgaga, Univerza v Ljubljani, Pedagoška fakulteta
- Borut Žalik, Univerza v Mariboru, Fakulteta za elektrotehniko, računalništvo in informatiko (do 11. julija 2012)
- Jana Kolar, Ministrstvo za visoko šolstvo, znanost in tehnologijo (do 11. julija 2012)
- Darko Darovec, Univerza na Primorskem, Znanstveno-raziskovalno središče Koper  (do 11. julija 2012)
- Alenka Bratušek, Ministrstvo za finance (do 11. julija 2012)
- Borut Rončević, Ministrstvo za izobraževanje, znanost, kulturo in šport (od 11. julija 2012 do 15. aprila 2013)
- Karin Stana Kleinschek, Univerza v Mariboru (od 15. aprila 2013)
- Matija Tuma, Univerza v Ljubljani, Fakulteta za strojništvo (upokojen) (od 11. julija 2012)
- Blaž Rodič, Fakulteta za informacijske študije v Novem mestu (od 11. julija 2012 do 19. septembra 2012, ko postane predsednik, od 15. aprila 2013)
- Tomaž Savšek, TPV d.d.

#### Upravni odbor ARRS od 17. julija 2014 do 17. julija 2019
Predsednik: 
- Rado Bohinc, Univerza v Ljubljani, Fakulteta za družbene vede

Namestnica predsednika:
- Polona Domadenik, Univerza v Ljubljani, Ekonomska fakulteta

Člani in članici: 
- Franci Pivec, upokojen
- Simona Jerman, Ministrstvo za finance
- Karin Stana Kleinschek, Univerza v Mariboru
- Igor Muševič, Univerza v Ljubljani, Fakulteta za matematiko in fiziko
- Tomaž Savšek, TPV d.d.

#### Upravni odbor ARRS od 11. oktobra 2019 naprej
Predsednica:
- Jana Kolar, na predlog ministrstva, pristojnega za znanost

Podpredsednik:
- Egon Pelikan, na predlog raziskovalnih organizacij

Člani in članici:
- Emilija Stojmenova Duh, na predlog ministrstva, pristojnega za znanost
- Tonček Kregar, na predlog ministrstva, pristojnega za znanost
- Justina Erčulj, na predlog ministrstva, pristojnega za znanost
- Janez Bonča, na predlog raziskovalnih organizacij
- Marta Klanjšek Gunde, na predlog reprezentativnih sindikatov s področja raziskovalne dejavnosti

### Direktor
Od 1. 11. 2014 je direktor József Györkös. Od 1. 10 2004 do 30. 10. 2014 je bil direktor Franci Demšar.

### Znanstveni svet
Znanstveni svet je najvišje strokovno in svetovalno telo Agencije, ki oblikuje predlog finančno ovrednotenih prednostnih seznamov za izbor programov in projektov. Druge naloge Znanstvenega sveta so, da sprejema strokovna izhodišča, koordinira in organizira evalvacijske postopke Agencije, spremlja stanje in vrednoti razvoj raziskovalno-razvojne dejavnosti v Republiki Sloveniji z vidika raziskovalne in razvojne kakovosti.
Znanstveni svet sestavlja šest članov tako, da so zastopana vsa področja znanstvenih ved. Člane Znanstvenega sveta se imenuje za dobo petih let in brez možnosti ponovnega imenovanja. Za člana Znanstvenega sveta ne more biti imenovan predstojnik visokošolskega zavoda ali članice univerze, direktor raziskovalne organizacije in predsedniki znanstveno-raziskovalnih svetov.

#### Znanstveni svet do vključno 28. junija 2010
Predsednik: 
- Peter Dovč, Univerza v Ljubljani, Biotehniška fakulteta

Člani:
- Marko Petkovšek, Univerza v Ljubljani, Fakulteta za matematiko in fiziko (do 6. marca 2008)
- Slobodan Žumer, Univerza v Ljubljani, Fakulteta za matematiko in fiziko (od 7. marca 2008)
- Damijan Miklavčič, Univerza v Ljubljani, Fakulteta za elektrotehniko
- Jurij Perovšek, Inštitut za novejšo zgodovino (do 6. marca 2008)
- Franc Rozman, Univerza v Mariboru, Filozofska fakulteta (od 7. marca 2008)
- Frane Adam, Univerza v Ljubljani, Fakulteta za družbene vede
- Eldar Gadžijev, Splošna bolnišnica Maribor

#### Znanstveni svet od 29. junija 2010 do 28. junija 2015
Predsednik:
- Vito Turk (naravoslovno - matematične vede)

Člani in članice: 
- Denis Đonlagić (tehniške vede)
- Franc Strle (medicinske vede)
- Maja Ravnikar (biotehniške vede)
- Anuška Ferligoj (družboslovne vede)
- Rado Riha (humanistične vede)

#### Znanstveni svet od 13. julija 2015 do 13. julija 2020
Predsednik: 
- Marko Topič (tehnika)

Članice in člana:
- Roman Jerala (naravoslovje)
- Nina Zidar (medicina)
- Tatjana Avšič Županc (biotehnika)
- Mitja Žagar (družboslovje)
- Mihaela Koletnik (humanistika)

#### Znanstveni svet od 14. julija 2020 do 14. julija 2025
Predsednik: 
- Peter Križan (naravoslovno-matematične vede)

Članici in člani: 
- Željko Knez (tehniške vede)
- Ksenija Geršak (medicinske vede)
- Janko Kos (biotehniške vede)
- Miha Škerlavaj (družboslovne vede)
- Alenka Zupančič Žerdin (humanistične vede)